# The Glass Key
 The Glass Key és una pel·lícula negra estatunidenca dirigida per Stuart Heisler i estrenada el 1942. El guió és tret d'una novel·la homònima de Dashiell Hammett.

## Argument
A prop de les eleccions, un polític anomenat Paul Madvig és sospitós de l'homicidi del fill del senador Henry i ha de sofrir una campanya de premsa hostil orquestrada pel seu enemic, Nick Varna. La seva pròpia germana, Opal, així com la filla del senador, Janet, proclamen la seva culpabilitat. Ed Beaumont, el seu braç dret, porta la seva pròpia investigació sobre l'assumpte.

## Repartiment
- Alan Ladd: Ed Beaumont
- Veronica Lake: Janet Henry
- Brian Donlevy: Paul Madvig
- Bonita Granville: Opal Madvig
- Richard Denning: Taylor Henry
- Joseph Calleia: Nick Varna
- William Bendix: Jeff
- Frances Gifford: la infermera
- Donald MacBride: Farr
- Margaret Hayes: Eloise Matthews
- Moroni Olsen: Ralph Henry
- Eddie Marr: Rusty
- Arthur Loft: Clyde Matthews
- George Meader: Claude Tuttle

## Comentaris
Una primera adaptació de la novel·la de Dashiell Hammett havia estat rodada el 1935 per Franck Tuttle. La versió de Stuart Heisler és generalment considerada com la millor; Akira Kurosawa hauria declarat haver-se’n inspirat pel seu film Yojimbo, 1961.